# Краснобаковский район
Красноба́ковский райо́н— административно-территориальное образование (район) в Нижегородской области России. В рамках организации местного самоуправления ему соответствует Краснобаковский муниципальный округ (с 2004 до 2022 гг. — муниципальный район).
Административный центр — рабочий посёлок Красные Баки, в 150 километрах от Нижнего Новгорода.

## География
Район граничит с городским округом Семёновским, Уренским муниципальным округом, Тонкинским, Воскресенским и Варнавинским районами Нижегородской области.
Климат района умеренно континентальный. Средняя температура воздуха в январе −12 °C, в июле +19°С. Осадков выпадает около 450—550 миллиметров в год. Климатические условия способствуют возделыванию большинства сельскохозяйственных культур, распространённых в средней полосе европейской части страны. Краснобаковский район относится к группе смешанных районов северной зоны области.
Площадь района — 1757,82 км².

## История
Поселок Красные Баки относится к наиболее старым поселениям среднего Приветлужья. В XIV—XV веках здесь было марийское поселение.
Русское заселение территории поселка произошло в конце XVI — начале XVII веков. Первое упоминание о деревне Баках относится к 1617 году. В 1636 году в Баках строят церковь в честь Николы Чудотворца и с этого момента Баки становятся селом с двойным названием Никольское-Баки. С этим названием селение существовало до 1917 года.
В 1923 году селу Баки присвоено название Красные Баки.
В 1947 году село Баки отнесено к рабочим посёлкам.
Село Баки — центр разинского движения на Ветлуге под руководством разинского атамана Ильи Долгополова. 17 декабря 1670 года на центральной площади села Баков состоялась казнь повстанцев.

## Население
| 1939    | 1959    | 1970    | 1979    | 1989    | 2002    | 2008    | 2009    | 2010    |
| ------- | ------- | ------- | ------- | ------- | ------- | ------- | ------- | ------- |
| 34 732  | ↗40 809 | ↘30 843 | ↘28 095 | ↘27 151 | ↘26 047 | ↘24 013 | ↘23 786 | ↘22 524 |
| 2011    | 2012    | 2013    | 2014    | 2015    | 2016    | 2017    | 2018    | 2019    |
| ↘22 396 | ↘22 219 | ↘22 176 | ↘22 165 | ↘21 946 | ↘21 937 | ↘21 785 | ↘21 608 | ↘21 435 |
| 2020    | 2021    |         |         |         |         |         |         |         |
| ↘21 258 | ↘19 097 |         |         |         |         |         |         |         |

### Урбанизация
В городских условиях (рабочий посёлок Ветлужский) проживают 24,29 % населения района.

## Административно-муниципальное устройство
В Краснобаковский район, в рамках административно-территориального устройства области, входят 6 административно-территориальных образований, в том числе 2 рабочих посёлка и 4 сельсовета.
| № | Административно-территориальное (муниципальное) образование | Административный центр       | Количество населённых пунктов | Население (чел.) | Площадь (км²) |
| - | ----------------------------------------------------------- | ---------------------------- | ----------------------------- | ---------------- | ------------- |
| 1 | рабочий посёлок Ветлужский                                  | рабочий посёлок Ветлужский   | 14                            | ↘4949            | 61,55         |
| 2 | рабочий посёлок Красные Баки                                | рабочий посёлок Красные Баки | 3                             | ↘7736            | 19,08         |
| 3 | Зубилихинский сельсовет                                     | село Зубилиха                | 22                            | ↘753             | 372,08        |
| 4 | Прудовский сельсовет                                        | посёлок Пруды                | 15                            | ↘2722            | 273,53        |
| 5 | Чащихинский сельсовет                                       | село Чащиха                  | 33                            | ↘1909            | 841,78        |
| 6 | Шеманихинский сельсовет                                     | посёлок Шеманиха             | 5                             | ↘1028            | 189,80        |

Первоначально в составе Краснобаковского района к 2004 году выделялись 2 рабочих посёлка и 9 сельсоветов. В рамках организации местного самоуправления в 2004—2009 гг. в существовавший в этот период Краснобаковский муниципальный район входили соответственно 11 муниципальных образований, в том числе 2 городских поселения и 9 сельских поселений. В 2009 году были упразднены: Дмитриевский, Кирилловский, Козловский, Носовской и Чемашихинский сельсоветы. 
Законом от 12 апреля 2022 года Краснобаковский муниципальный район и все входившие в его состав поселения были упразднены и объединены в Краснобаковский муниципальный округ.

## Населённые пункты
В Краснобаковском районе 92 населённых пункта, в том числе 2 посёлка городского типа (рабочих посёлка) и 90 сельских населённых пунктов.
| №  | Населённый пункт   | Тип             | Население | Административно-территориальное (муниципальное) образование |
| -- | ------------------ | --------------- | --------- | ----------------------------------------------------------- |
| 1  | Ветлужский         | рабочий посёлок | ↘4639     | рабочий посёлок Ветлужский                                  |
| 2  | Красные Баки       | рабочий посёлок | ↗7348     | рабочий посёлок Красные Баки                                |
| 3  | Антропиха          | деревня         | ↗27       | рабочий посёлок Ветлужский                                  |
| 4  | Арефино            | деревня         | ↘52       | Зубилихинский сельсовет                                     |
| 5  | Афанасиха          | деревня         | ↘137      | Чащихинский сельсовет                                       |
| 6  | Бажино             | деревня         | ↘4        | Чащихинский сельсовет                                       |
| 7  | Баландиха          | деревня         | ↘42       | Прудовский сельсовет                                        |
| 8  | Бараниха           | деревня         | ↘19       | Чащихинский сельсовет                                       |
| 9  | Безглядово         | деревня         | ↘13       | рабочий посёлок Ветлужский                                  |
| 10 | Березовец          | деревня         | ↘25       | Зубилихинский сельсовет                                     |
| 11 | Богатыриха         | деревня         | →0        | рабочий посёлок Ветлужский                                  |
| 12 | Боровский          | кордон          | →0        | Чащихинский сельсовет                                       |
| 13 | Быстренский        | посёлок         | ↘178      | Шеманихинский сельсовет                                     |
| 14 | Быструха           | посёлок         | ↘178      | Чащихинский сельсовет                                       |
| 15 | Вавилиха           | деревня         | ↘41       | Зубилихинский сельсовет                                     |
| 16 | Верхняя Сарафаниха | деревня         | ↗18       | рабочий посёлок Ветлужский                                  |
| 17 | Ветошкино          | деревня         | ↘17       | Чащихинский сельсовет                                       |
| 18 | Вороватка          | деревня         | ↘26       | Зубилихинский сельсовет                                     |
| 19 | Высоковка          | деревня         | ↘22       | Чащихинский сельсовет                                       |
| 20 | Вязовой            | починок         | →2        | Чащихинский сельсовет                                       |
| 21 | Дмитриевское       | село            | ↘335      | рабочий посёлок Ветлужский                                  |
| 22 | Дуплиха            | деревня         | ↘9        | Зубилихинский сельсовет                                     |
| 23 | Жаренский          | посёлок         | ↘6        | Чащихинский сельсовет                                       |
| 24 | Желтовка           | деревня         | ↘7        | Прудовский сельсовет                                        |
| 25 | Жуково             | деревня         | ↘20       | Зубилихинский сельсовет                                     |
| 26 | Заводь             | деревня         | ↘41       | Чащихинский сельсовет                                       |
| 27 | Заполица           | деревня         | →3        | рабочий посёлок Ветлужский                                  |
| 28 | Затон              | посёлок         | ↘242      | рабочий посёлок Красные Баки                                |
| 29 | Зашильское         | деревня         | ↘9        | Прудовский сельсовет                                        |
| 30 | Здекино            | деревня         | ↘7        | рабочий посёлок Ветлужский                                  |
| 31 | Зотино             | деревня         | ↘4        | Зубилихинский сельсовет                                     |
| 32 | Зубилиха           | село            | ↘358      | Зубилихинский сельсовет                                     |
| 33 | Зубово             | деревня         | ↘73       | Чащихинский сельсовет                                       |
| 34 | Ильинское          | село            | ↘24       | Чащихинский сельсовет                                       |
| 35 | Караси             | деревня         | ↘16       | Чащихинский сельсовет                                       |
| 36 | Кашниково          | деревня         | ↘3        | рабочий посёлок Ветлужский                                  |
| 37 | Кириллово          | село            | ↘337      | Чащихинский сельсовет                                       |
| 38 | Козлово            | деревня         | ↘77       | Зубилихинский сельсовет                                     |
| 39 | Кологривка         | деревня         | ↘15       | рабочий посёлок Ветлужский                                  |
| 40 | Коростиха          | деревня         | →0        | Чащихинский сельсовет                                       |
| 41 | Кочеватово         | деревня         | →0        | Чащихинский сельсовет                                       |
| 42 | Красногор          | деревня         | ↘21       | рабочий посёлок Ветлужский                                  |
| 43 | Красные Усады      | деревня         | ↘31       | Шеманихинский сельсовет                                     |
| 44 | Лесной Курорт      | посёлок         | ↘229      | рабочий посёлок Красные Баки                                |
| 45 | Лопатино           | деревня         | ↘8        | Прудовский сельсовет                                        |
| 46 | Лучкино            | деревня         | ↘12       | Чащихинский сельсовет                                       |
| 47 | Лысица             | деревня         | ↘87       | Чащихинский сельсовет                                       |
| 48 | Любимовский        | починок         | ↘11       | Шеманихинский сельсовет                                     |
| 49 | Ляды               | деревня         | ↘8        | Зубилихинский сельсовет                                     |
| 50 | Медведиха          | село            | ↘13       | Зубилихинский сельсовет                                     |
| 51 | Межка              | починок         | ↘0        | Чащихинский сельсовет                                       |
| 52 | Михайлово          | деревня         | ↘11       | Зубилихинский сельсовет                                     |
| 53 | Нижняя Сарафаниха  | деревня         | →4        | Чащихинский сельсовет                                       |
| 54 | Никитино           | деревня         | →0        | Зубилихинский сельсовет                                     |
| 55 | Новоильинское      | деревня         | ↘37       | Чащихинский сельсовет                                       |
| 56 | Новоядровский      | починок         | ↘1        | Чащихинский сельсовет                                       |
| 57 | Носовая            | село            | ↘522      | Чащихинский сельсовет                                       |
| 58 | Овечкино           | деревня         | ↘4        | рабочий посёлок Ветлужский                                  |
| 59 | Оньшино            | деревня         | ↗45       | Зубилихинский сельсовет                                     |
| 60 | Осиновка           | деревня         | ↘8        | рабочий посёлок Ветлужский                                  |
| 61 | Патракеево         | деревня         | ↘1        | Прудовский сельсовет                                        |
| 62 | Перехватка         | деревня         | →0        | Чащихинский сельсовет                                       |
| 63 | Перехватка         | посёлок         | ↘43       | Чащихинский сельсовет                                       |
| 64 | Подлысье           | деревня         | ↘8        | Чащихинский сельсовет                                       |
| 65 | Потанино           | деревня         | ↗2        | Шеманихинский сельсовет                                     |
| 66 | Потрохово          | деревня         | ↘140      | Зубилихинский сельсовет                                     |
| 67 | Пруды              | посёлок         | ↘3274     | Прудовский сельсовет                                        |
| 68 | Разгуляи           | деревня         | ↘7        | Зубилихинский сельсовет                                     |
| 69 | Сенькино           | деревня         | ↗18       | Зубилихинский сельсовет                                     |
| 70 | Сиянье             | деревня         | →0        | Чащихинский сельсовет                                       |
| 71 | Сквозники          | село            | ↘16       | Прудовский сельсовет                                        |
| 72 | Сластники          | деревня         | ↘7        | Прудовский сельсовет                                        |
| 73 | Слониха            | деревня         | ↘20       | Прудовский сельсовет                                        |
| 74 | Сомиха             | деревня         | ↘39       | рабочий посёлок Ветлужский                                  |
| 75 | Софоново           | деревня         | ↘11       | Прудовский сельсовет                                        |
| 76 | Субботино          | деревня         | ↘10       | Чащихинский сельсовет                                       |
| 77 | Текун              | деревня         | ↘35       | Зубилихинский сельсовет                                     |
| 78 | Теплухино          | деревня         | ↘40       | Чащихинский сельсовет                                       |
| 79 | Труфаново          | деревня         | →0        | Прудовский сельсовет                                        |
| 80 | Трухино            | деревня         | ↘4        | Прудовский сельсовет                                        |
| 81 | Удельная Чащиха    | деревня         | ↗55       | Зубилихинский сельсовет                                     |
| 82 | Усольцево          | деревня         | ↘44       | Зубилихинский сельсовет                                     |
| 83 | Уткино             | деревня         | ↗6        | Зубилихинский сельсовет                                     |
| 84 | Чащиха             | село            | ↘506      | Чащихинский сельсовет                                       |
| 85 | Чемашиха           | село            | ↘276      | Прудовский сельсовет                                        |
| 86 | Черепаниха         | деревня         | ↘22       | Прудовский сельсовет                                        |
| 87 | Чибирь             | посёлок         | ↘570      | Прудовский сельсовет                                        |
| 88 | Шеманиха           | посёлок         | ↘1253     | Шеманихинский сельсовет                                     |
| 89 | Шижма              | деревня         | ↘21       | Чащихинский сельсовет                                       |
| 90 | Шилиха             | деревня         | ↘3        | Чащихинский сельсовет                                       |
| 91 | Ядрово             | село            | ↘103      | Чащихинский сельсовет                                       |
| 92 | Якушово            | деревня         | ↗6        | Зубилихинский сельсовет                                     |

## Экономика района

### Промышленность
| Предприятие            | Перечень видов продукции                                                                      |
| ---------------------- | --------------------------------------------------------------------------------------------- |
| ОАО «Ударник»          | Пиломатериалы, заготовка древесины, поддоны, пол строганый                                    |
| Завод «Метоксил»       | Ингибитор, паста кожевенная, смола СДП, связующие КВС-2, антисептик, ткань МА                 |
| ООО «Лесопромышленник» | Заготовка древесины, вывозка дров, пиломатериалы                                              |
| УЗ-62/17               | Рукавицы, диваны, кресло-кровати, рукоятки, вывозка древесины, тара деревянная, пиломатериалы |
| ФБУ «ЛИУ-3»            | Столы, стулья, диваны, рукавицы, пиломатериалы                                                |
| УПП «Эврика»           | Швейные изделия                                                                               |
| Типография             | Полиграфическая продукция                                                                     |

### Сельское хозяйство
| Название           | Адрес             | Направление деятельности |
| ------------------ | ----------------- | ------------------------ |
| СПК «Рассвет»      | деревня Потрохово | мясо-молочное            |
| ЗАО «Тимирязева»   | деревня Чемашиха  | мясо-молочное            |
| СПК «Дмитриевское» | село Дмитриевское | мясо-молочное            |
| ООО «Березовец»    | село Березовец    | мясное                   |
| ООО «Маяк»         | деревня Лысица    | мясо-молочное            |
| СПК «Ветлуга»      | село Чащиха       | мясо-молочное            |
| СПК «Заречье»      | село Носовая      | мясо-молочное            |

### Ресурсы

#### Минеральные ресурсы
Основная часть территории района расположена в междуречье рек Керженца, Ветлуги, Усты, Ижмы. Правобережье реки Ветлуги представляют собой эрозионную равнину с абсолютными отметками 120—140 метров. Здесь расположены основные проявления и месторождения строительных материалов района. Междуречье рек Ветлуги, Усты-Ижмы представляет собой сильно залесенную, болотистую эрозионно-аккумулятивную долину. Здесь расположены преимущественно явления твердых горючих ископаемых — торфа, используемых местным населением лишь в виде удобрений.

##### Месторождения и проявления строительных материалов
Глинистое сырьё
Желтовское месторождение суглинков, кирпичных глин и керамзитового гравия. Расположено на юго-западной окраине д. Желтовки к югу от д. Слонихи в 0,5 километра к западу от шоссе Ветлужский — Варнавино и в 10,5 километра к северо-западу от посёлка Красных Баков. Мощность вскрытия 0,4 метров. Балансовые запасы составляют 6 000 000 м³.
Заполицкое проявление кирпичных суглинков и глин расположено на южной окраине деревни Заполицы в 10 километрах от Красных Баков. Запасы более 6 700 000 м³. Мощность вскрытия 0,78 метра.
Проявление Постой. Глина на керамзитовое сырьё. Расположено в междуречье рек Керженца и Ветлуги к югу и северу от деревни Постой. Ресурсы — сотни миллионов тонн. Мощность вскрытия 1,0—3,0 метра.
Пески
Усольцевское месторождение балластных песков расположено в 500 м от деревни Усольцевой, у трассы Семёнов — Красные Баки, по правому и левому берегу р. Лапшанги. Запасы более 800 000 м³, мощность вскрытия — 0,81 метра.
Проявление участка «Лесной». Силикатные пески. Расположен в районе кордона Боровского. Запасы составляют более 11 700 000 м³. Мощность вскрытия 2,3 метра.
Проявление Сенькино-1. Силикатные пески. Расположено в 2,5 километра юго-западнее участка Вавилиха-2. Запасы — 11 500 000 м³, мощность вскрытия: 1,63 метра.
На территории Краснобаковского района вблизи станции Сухобезводное разведаны большие запасы кварцевого песка, пригодного для производства высококачественного стекла.
На территории района имеются большие запасы песчано-гравийных смесей, гравия для бетона, валунно-гравийно-галечный материал.

#### Лесные ресурсы
Общая площадь лесов Краснобаковского района составляет более 128000 гектар. Расчётная лесосека составляет 230100 м3, в том числе по хвойному хозяйству 54100 м3. Лесистость района (отношение площади лесных земель к площади территории района) составляет 72,7 % при среднеобластном показателе — 49 %. По показателю лесистости он занимает 5-е место в области, уступая Семеновскому, Варнавинскому, Тоншаевскому и Воскресенскому районам
На долю хвойных пород в лесах Краснобаковского района приходится более 50 % покрытой лесом площади, на долю мягколиственных пород — 49 %, твердолиственных — около 1 %.
В возрастном отношении в лесах Краснобаковского района преобладают средневозрастные леса — 65 % покрытой лесом площади, молодняки — 32 %, приспевающие — 2 %, спелые и перестойные леса — 1 % покрытой лесом площади.
По состоянию на начало 2002 года запасы древесины по основным лесообразующим породам составили 230100 м3 Причем наибольшие её запасы (76 %) находятся в мягколиственных лесах и около 24 % — в хвойных.

#### Водные ресурсы
Основу водных ресурсов территории района формирует река Ветлуга (судоходная), впадающая в реку Волгу. Много озёр и стариц, богатых рыбой. Среди крупных озёр — Чёрное, Жаренское (вдоль трассы Нижний Новгород-Киров), Татарское (село Носовая. с этим озером связана легенда. Когда Иван Грозный шёл покорять Казань, его войска остановились на отдых около озера. Отдых был достаточно пьяным. Ночью в озере случайно были потоплены два короба с золотой казной. Виновные понесли, конечно, наказание…)
Месторождение Южное. Водозабор расположен северо-западнее деревни Усольцевой в 700 метрах. Используется для водоснабжения посёлка Красных Баков. Эксплуатационные запасы оценены в количестве 8000 м3/сутки.
Ветлужское месторождение. Водозабор расположен между деревней Черепанихой и деревней Верхней Сарафанихи. Эксплуатационные запасы оценены в количестве 8900 м3/сут.
Краснобаковское проявление. Расположено в 4-5 км юго-западнее поселка. Эксплуатационные запасы подземных вод составляют 12000 м3/сутки.
Левобережное проявление. Расположено на левом берегу реки Ветлуги напротив Красных Баков и поселка Ветлужского. Эксплуатационные запасы составляют 16900 м3/сутки.

### Транспорт
Транспортные связи Краснобаковского района осуществляются по новоу направлению Транссиба, который был первой электрифицированной железной дорогой в области, автомобильное сообщение обеспечивается по автодороге Нижний Новгород — Киров. Протяженность автобусных маршрутных линий вместе с внутриобластными составляет 680 км.

## Культура и образование
- ГБОУ СПО НО «Краснобаковский лесной колледж».

Культура и спорт
Краснобаковский исторический музей располагается в двух зданиях на главной площади посёлка, находящихся в минуте ходьбы друг от друга: дом князя А.П.Трубецкого (ул.Интернациональная, д.6) и дом Теодора Стюсси (ул.Свободы, д.90). Дом князя А.П.Трубецкого построен в 1891 году. С 1917 по 1923 годы в нём располагалась школа. С 1923 года — Уездный исполнительный комитет (УИК).
В доме князя А.П.Трубецкого представлено несколько экспозиций: «Дореволюционная история края», «Православие и храмы», «Комната князя А. П. Трубецкого», «Русская изба: крестьянский быт», «Ткачество», «Великая Отечественная война», «Советский период» . Особый интерес вызывает раздел «Беляна — гордость Ветлуги», а также раздел о знаменитой Баковской судоверфи, где в 1937 году баковские судостроители выполняли почетный заказ — строили суда для кинофильмов «Волга-Волга» и «Степан Разин». В доме Теодора Стюсси проходят временные выставки, мастер-классы и интерактивные мероприятия.
Муниципальное учреждение культуры «Краснобаковская централизованная библиотечная система»
Краснобаковская центральная библиотека располагается в бывшем здании райкома КПСС по адресу п. Красные Баки, Коммунальная ул., 13.
Первая общественная библиотека в Баках была открыта в 1903 году «при чайной общества дешевых столовых». Инициатива её открытия принадлежала талантливому прогрессивному учителю Михаилу Семеновичу Ветюгову.
В первые дни работы библиотеки её книжный фонд состоял из 207 книг, пожертвованных местными учителями и прогрессивными людьми поселка. Это были книги по богословию, русской истории, всеобщей истории, географии, математике и естественным наукам, сельскому хозяйству, русская беллетристика, справочная литература.
Сегодня центральная библиотека является головным учреждением МУ культуры «КЦБС», в состав которого входят 15 структурных подразделений:
- центральная библиотека (Красные Баки);
- центральная детская библиотека (Красные Баки);
- 2 поселковые библиотеки — филиалы (Ветлужский, Ветлужский-2);
- 1 детская библиотека — филиал (Ветлужский);
- 1о сельских библиотек — филиалов (Дмитриевское, Затон, Зубилиха, Кириллово, Козлово, Носовая, Пруды, Чащиха, Чемашиха, ст. Шеманиха).

## Лечебные учреждения
| Наименование, номер и тип учреждения | Местонахождение                      |
| ------------------------------------ | ------------------------------------ |
| Центральная районная больница        | посёлок городского типа Красные Баки |
| Шеманихинская участковая больница    | посёлок Шеманиха                     |
| Ветлужская городская больница        | посёлок городского типа Ветлужский   |
| Носовская сельская амбулатория       | село Носовая                         |

МУП «Пансионат с лечением „Лесной курорт“» рассчитан на 275 мест. Муниципальное унитарное предприятие принадлежит администрации города Нижнего Новгорода. Расположен в Краснобаковском районе Нижегородской области. От железнодорожной станции Ветлужская в 25 километрах (имеется автобусное сообщение со станцией), в 164 километрах от Нижнего Новгорода по автомобильной трассе Нижний Новгород — Киров.
Территория пансионата 37,7 гектар. Ранее пансионат принадлежал Горьковскому автозаводу, отдыхали там почти только работники ГАЗа, каждая смена была около 400 чел. Сейчас количество отдыхающих сократилось, поскольку прекратилась выдача льготных путевок. Пансионат стал лечебным. Он расположен рядом с поселком Затоном, неподалёку есть речка и пляж, озеро, сосновый лес.
В районе действуют 2 православные христианские церкви — Покровская в Красных Баках и церковь в честь Великомученика Георгия в Прудах.

## Национальный и религиозный состав
Национальный состав населения:
Более 90 % жителей района — русские, около 6 % — татары, около 4 % — марийцы, мордва и другие.
Религиозный состав населения
Население района исповедует православие, есть небольшая группа мусульман суннитского толка